# پکتیناز
پکتیناز (انگلیسی: Pectinase) آنزیمی است که سبب تجزیهٔ پکتین می‌شود که نوعی پلی‌ساکارید است که در دیوارهٔ سلول گیاهان یافت کمی شود. این آنزیم را به همراه پکتولیاز و پلی‌گالاکتوروناز، «آنزیم‌های پکتیک» می‌نامند.
از این آنزیم جهت تسریع استخراج آب‌میوه از پوره میوه‌ها به‌ویژه سیب و چیکو استفاده می‌شود. این آنزیم را همچنین از سال ۱۹۶۰ در صنایع شراب‌سازی به‌کار برده‌اند.
پکتیناز را می‌توان از قارچ‌هایی نظیر آسپرژیلوس سیاه استخراج کرد. این آنزیم در دمای ۴۵ تا ۵۵ سانتی‌گراد و پی‌اچ ۳ تا ۶٫۵ بهتر عمل می‌کند.